# Volley League (maschile)
La Volley League è la massima serie del campionato greco di pallavolo maschile: al torneo partecipano dodici squadre di club greche e la squadra vincitrice si fregia del titolo di campione di Grecia.

## Albo d'oro
| Dal 1936 al 1968 la competizione è denominata Panellīnio Prōtathlīga |                   |                          |                           |               |               |
| 1936 Dettagli                                                        | Panellīnios       | -                        | -                         |               |               |
| 1937 Dettagli                                                        | Panellīnios       | -                        | -                         |               |               |
| 1938 Dettagli                                                        | Patrōn            | -                        | -                         |               |               |
| 1939 Dettagli                                                        | Panellīnios       | -                        | -                         |               |               |
| 1940 Dettagli                                                        | Panellīnios       | -                        | -                         |               |               |
| 1940-43                                                              | Non disputato     | Non disputato            | Non disputato             | Non disputato | Non disputato |
| 1944 Dettagli                                                        | Panellīnios       | -                        | -                         |               |               |
| 1944-60                                                              | Non disputato     | Non disputato            | Non disputato             | Non disputato | Non disputato |
| 1961 Dettagli                                                        | Panellīnios       | Panathīnaïkos            | Milōn                     |               |               |
| 1962 Dettagli                                                        | Milōn             | Pagrati                  | Panathīnaïkos             |               |               |
| 1963 Dettagli                                                        | Panathīnaïkos     | Milōn                    | Panellīnios               |               |               |
| 1964 Dettagli                                                        | Milōn             | Panathīnaïkos            | Iōnikos Neas Filadelfeias |               |               |
| 1965 Dettagli                                                        | Panathīnaïkos     | Pagrati                  | Iōnikos Neas Filadelfeias |               |               |
| 1966 Dettagli                                                        | Panathīnaïkos     | Pagrati                  | Olympiakos                |               |               |
| 1967 Dettagli                                                        | Panathīnaïkos     | Olympiakos               | -                         |               |               |
| 1968 Dettagli                                                        | Olympiakos        | Panathīnaïkos            | Panellīnios               |               |               |
| Dal 1968 al 1990 la competizione è denominata A' Ethnikī             |                   |                          |                           |               |               |
| 1968-69 Dettagli                                                     | Olympiakos        | Panathīnaïkos            | Pagrati                   |               |               |
| 1969-70 Dettagli                                                     | Panathīnaïkos     | Olympiakos               | Iōnikos Neas Filadelfeias |               |               |
| 1970-71 Dettagli                                                     | Panathīnaïkos     | Īraklīs Salonicco        | Iōnikos Neas Filadelfeias |               |               |
| 1971-72 Dettagli                                                     | Panathīnaïkos     | Olympiakos               | Īraklīs Salonicco         |               |               |
| 1972-73 Dettagli                                                     | Panathīnaïkos     | Olympiakos               | Īraklīs Salonicco         |               |               |
| 1973-74 Dettagli                                                     | Olympiakos        | Panathīnaïkos            | Īraklīs Salonicco         |               |               |
| 1974-75 Dettagli                                                     | Panathīnaïkos     | Īraklīs Salonicco        | Olympiakos                |               |               |
| 1975-76 Dettagli                                                     | Olympiakos        | Panathīnaïkos            | Īraklīs Salonicco         |               |               |
| 1976-77 Dettagli                                                     | Panathīnaïkos     | Olympiakos               | Īraklīs Salonicco         |               |               |
| 1977-78 Dettagli                                                     | Olympiakos        | Panathīnaïkos            | Ethnikos Alexandroupolīs  |               |               |
| 1978-79 Dettagli                                                     | Olympiakos        | Panathīnaïkos            | Īraklīs Salonicco         |               |               |
| 1979-80 Dettagli                                                     | Olympiakos        | Panathīnaïkos            | Arīs Salonicco            |               |               |
| 1980-81 Dettagli                                                     | Olympiakos        | Panathīnaïkos            | Īraklīs Salonicco         |               |               |
| 1981-82 Dettagli                                                     | Panathīnaïkos     | Olympiakos               | AO Nereo Veria            |               |               |
| 1982-83 Dettagli                                                     | Olympiakos        | Panathīnaïkos            | Arīs Salonicco            |               |               |
| 1983-84 Dettagli                                                     | Panathīnaïkos     | Olympiakos               | Arīs Salonicco            |               |               |
| 1984-85 Dettagli                                                     | Panathīnaïkos     | Olympiakos               | Arīs Salonicco            |               |               |
| 1985-86 Dettagli                                                     | Panathīnaïkos     | Olympiakos               | Arīs Salonicco            |               |               |
| 1986-87 Dettagli                                                     | Olympiakos        | Panathīnaïkos            | Arīs Salonicco            |               |               |
| 1987-88 Dettagli                                                     | Olympiakos        | Panathīnaïkos            | Arīs Salonicco            |               |               |
| 1988-89 Dettagli                                                     | Olympiakos        | Panathīnaïkos            | Īraklīs Salonicco         |               |               |
| 1989-90 Dettagli                                                     | Olympiakos        | Panathīnaïkos            | Orestiada                 |               |               |
| Dal 1990 al 2010 la competizione è denominata A1 Ethnikī             |                   |                          |                           |               |               |
| 1990-91 Dettagli                                                     | Olympiakos        | Panathīnaïkos            | Arīs Salonicco            |               |               |
| 1991-92 Dettagli                                                     | Olympiakos        | Panathīnaïkos            | Arīs Salonicco            |               |               |
| 1992-93 Dettagli                                                     | Olympiakos        | Orestiada                | Arīs Salonicco            |               |               |
| 1993-94 Dettagli                                                     | Olympiakos        | Arīs Salonicco           | Orestiada                 |               |               |
| 1994-95 Dettagli                                                     | Panathīnaïkos     | Olympiakos               | Orestiada                 |               |               |
| 1995-96 Dettagli                                                     | Panathīnaïkos     | Arīs Salonicco           | Orestiada                 |               |               |
| 1996-97 Dettagli                                                     | Arīs Salonicco    | Orestiada                | Olympiakos                |               |               |
| 1997-98 Dettagli                                                     | Olympiakos        | Orestiada                | Arīs Salonicco            |               |               |
| 1998-99 Dettagli                                                     | Olympiakos        | Īraklīs Salonicco        | Orestiada                 |               |               |
| 1999-00 Dettagli                                                     | Olympiakos        | Īraklīs Salonicco        | Orestiada                 |               |               |
| 2000-01 Dettagli                                                     | Olympiakos        | Īraklīs Salonicco        | Panathīnaïkos             |               |               |
| 2001-02 Dettagli                                                     | Īraklīs Salonicco | Olympiakos               | Panathīnaïkos             |               |               |
| 2002-03 Dettagli                                                     | Olympiakos        | Īraklīs Salonicco        | Panathīnaïkos             |               |               |
| 2003-04 Dettagli                                                     | Panathīnaïkos     | Olympiakos               | Īraklīs Salonicco         |               |               |
| 2004-05 Dettagli                                                     | Īraklīs Salonicco | Olympiakos               | Panathīnaïkos             |               |               |
| 2005-06 Dettagli                                                     | Panathīnaïkos     | Īraklīs Salonicco        | Olympiakos                |               |               |
| 2006-07 Dettagli                                                     | Īraklīs Salonicco | Panathīnaïkos            | Olympiakos                |               |               |
| 2007-08 Dettagli                                                     | Īraklīs Salonicco | Panathīnaïkos            | Olympiakos                |               |               |
| 2008-09 Dettagli                                                     | Olympiakos        | Panathīnaïkos            | Patrōn                    |               |               |
| 2009-10 Dettagli                                                     | Olympiakos        | Panathīnaïkos            | Arīs Salonicco            |               |               |
| Dal 2010 la competizione è denominata Volley League                  |                   |                          |                           |               |               |
| 2010-11 Dettagli                                                     | Olympiakos        | Īraklīs Salonicco        | Panathīnaïkos             |               |               |
| 2011-12 Dettagli                                                     | Īraklīs Salonicco | Foinikas Syro            | Pamvochaïkos              |               |               |
| 2012-13 Dettagli                                                     | Olympiakos        | Pamvochaïkos             | PAOK                      |               |               |
| 2013-14 Dettagli                                                     | Olympiakos        | Ethnikos Alexandroupolīs | Kīfisia                   |               |               |
| 2014-15 Dettagli                                                     | PAOK              | Olympiakos               | Foinikas Syro             |               |               |
| 2015-16 Dettagli                                                     | PAOK              | Foinikas Syro            | Olympiakos                |               |               |
| 2016-17 Dettagli                                                     | PAOK              | Olympiakos               | Panathīnaïkos             |               |               |
| 2017-18 Dettagli                                                     | Olympiakos        | PAOK                     | Foinikas Syro             |               |               |
| 2018-19 Dettagli                                                     | Olympiakos        | PAOK                     | Foinikas Syro             |               |               |
| 2019-20 Dettagli                                                     | Panathīnaïkos     | Olympiakos               | PAOK                      |               |               |
| 2020-21 Dettagli                                                     | Olympiakos        | Foinikas Syro            | Panathīnaïkos             |               |               |
| 2021-22 Dettagli                                                     | Panathīnaïkos     | Olympiakos               | Foinikas Syro             |               |               |
| 2022-23 Dettagli                                                     | Olympiakos        | PAOK                     | Panathīnaïkos             |               |               |
| 2023-24 Dettagli                                                     | Olympiakos        | PAOK                     | Panathīnaïkos             |               |               |

## Palmarès
| Squadra           | Titolo | Stagione |
| ----------------- | ------ | --- |
| Olympiakos        | 32     | 1968, 1968-69, 1973-74, 1975-76, 1977-78, 1978-79, 1979-80, 1980-81, 1982-83, 1986-87, 1987-88, 1988-89, 1989-90, 1990-91, 1991-92, 1992-93, 1993-94, 1997-98, 1998-99, 1999-00, 2000-01, 2002-03, 2008-09, 2009-10, 2010-11, 2012-13, 2013-14, 2017-18, 2018-19, 2020-21, 2022-23, 2023-24 |
| Panathīnaïkos     | 20     | 1963, 1965, 1966, 1967, 1969-70, 1970-71, 1971-72, 1972-73, 1974-75, 1976-77, 1981-82, 1983-84, 1984-85, 1985-86, 1994-95, 1995-96, 2003-04, 2005-06, 2019-20, 2021-22 |
| Panellīnios       | 6      | 1928, 1936, 1937, 1939, 1940, 1961 |
| Īraklīs Salonicco | 5      | 2001-02, 2004-05, 2006-07, 2007-08, 2011-12 |
| PAOK              | 3      | 2014-15, 2015-16, 2016-17 |
| Milōn             | 2      | 1962, 1964 |
| Patrōn            | 1      | 1938 |
| Arīs Salonicco    | 1      | 1996-97 |